# Český lev 2006
Český lev 2006 je 14. ročník výročních cen České filmové a televizní akademie Český lev.
| Cena                                     | Jméno                                              | Film                             |
| ---------------------------------------- | -------------------------------------------------- | -------------------------------- |
| Nejlepší film                            | Rudolf Biermann                                    | Obsluhoval jsem anglického krále |
| Nejlepší režie                           | Jiří Menzel                                        | Obsluhoval jsem anglického krále |
| Nejlepší hlavní ženský herecký výkon     | Anna Geislerová                                    | Kráska v nesnázích               |
| Nejlepší vedlejší ženský herecký výkon   | Jana Brejchová                                     | Kráska v nesnázích               |
| Nejlepší hlavní mužský herecký výkon     | Jiří Schmitzer                                     | Kráska v nesnázích               |
| Nejlepší vedlejší mužský herecký výkon   | Martin Huba                                        | Obsluhoval jsem anglického krále |
| Nejlepší scénář                          | Robert Sedláček                                    | Pravidla lži                     |
| Nejlepší kamera                          | Jaromír Šofr                                       | Obsluhoval jsem anglického krále |
| Nejlepší hudba                           | Jan P. Muchow                                      | Grandhotel                       |
| Nejlepší střih                           | Jiří Brožek                                        | Hezké chvilky bez záruky         |
| Nejlepší zvuk                            | Pavel Rejholec, Jakub Čech                         | Grandhotel                       |
| Nejlepší výtvarný počin                  | Pavel Koutský, Petr Poš, Martin Velíšek, Jan Balej | Fimfárum 2                       |
| Dlouholetý umělecký přínos českému filmu | Ivan Passer                                        | —                                |
| Nejlepší zahraniční film – Cena Magnesie | —                                                  | Volver                           |
| Cena Sazky                               | Tereza Boučková                                    | Zemský ráj to na pohled          |
| Divácky nejúspěšnější český film         | —                                                  | Rafťáci                          |
| Cena čtenářů časopisu Premiere           | —                                                  | Účastníci zájezdu                |
| Cena filmových kritiků                   | —                                                  | Pravidla lži                     |
| Cena za nejlepší filmový plakát          | —                                                  | Obsluhoval jsem anglického krále |